# Leptothorax knipovitshi
Leptothorax knipovitshi är en myrart som beskrevs av Vladimir Aphanasjevich Karavaiev 1916. Leptothorax knipovitshi ingår i släktet smalmyror, och familjen myror. Inga underarter finns listade i Catalogue of Life.